# 우시고메야나기초역
우시고메야나기초역(일본어: 牛込柳町駅)은 일본 도쿄도 신주쿠구에 있는 철도역이다. 역 번호는 E 04이다.

## 타는 곳
섬식 승강장 1면 2선 지하역.
동쪽 출구와 중앙 광장을 연결하는 엘리베이터는 당역 건설 전부터 지어지고 있던 빌딩 내에 설치되어 있다.
| 1 | ○ 도영 지하철 오에도 선 | 도초마에 방면 (네리마・히카리가오카 방면과 롯폰기・다이몬 방면은 도초마에 역에서 환승) |
| 2 | ○ 도영 지하철 오에도 선 | 이다바시・료고쿠 방면                                                                  |

## 이용 가능 철도 노선
- 도쿄 도 교통국
  - ○ 오에도 선

## 이용 현황
- 2008년도의 1일 평균 승차 인원 18,434명.

## 역 주변
- 신주쿠 구립 이치가야 소학교
- 도쿄 도립 신주쿠 야마부키 고등학교
- 방위성
- 다이닛폰 인쇄 본사
- 주오 대학

## 역사
- 2000년 12월 12일: 영업 개시.

## 인접역
| 도쿄 도 교통국 ○ 12호선 오에도 선 | 도쿄 도 교통국 ○ 12호선 오에도 선 | 도쿄 도 교통국 ○ 12호선 오에도 선         |
| --------------------------------- | --------------------------------- | ----------------------------------------- |
| E 03 와카마쓰카와다 도초마에 방면 | 오에도 선                         | E 05 우시고메카구라자카 히카리가오카 방면 |